# Garwolin
Garwolin è una città polacca del distretto di Garwolin nel voivodato della Masovia.
Ricopre una superficie di 22,08 km² e nel 2006 contava 16 141 abitanti.
La città fu fondata nel Medioevo durante il regno della dinastia Piast in Polonia. Garwolin era una città regia nel Regno di Polonia, amministrativamente parte del voivodato della Masovia.